# Osservatorio di NachiKatsuura
L’Osservatorio di NachiKatsuura è un osservatorio astronomico giapponese fondato nel 1992 nel villaggio di Nachikatsuura, nella prefettura di Wakayama. Situato frontalmente all'oceano Pacifico, nel Parco Nazionale di Yoshino-Kumano, è gestito dagli astronomi amatoriali Takeshi Urata e Yoshisada Shimizu  presso il quale hanno scoperto più di 300 asteroidi dal 1993 al 2000.